# Теория Морса
Тео́рия Мо́рса — математическая теория, разработанная в 1920-е — 1930-е годы Марстоном Морсом, связывающая алгебро-топологические свойства многообразий и поведение гладких функций на нём в критических точках.
Одно из исторически первых применений методов дифференциальной топологии в анализе. Морс называл теорию «вариационным исчислением в целом» (англ. variation calculus in large), при этом начиная 1960-х годов с обобщением результатов на бесконечномерные многообразия теория Морса стала считаться подразделом глобального анализа — анализа на многообразиях. В свою очередь, в работах Рауля Ботта второй половины 1950-х годов методы теории Морса применены к чисто топологическим задачам, и полученные результаты (прежде всего, теорема периодичности) во многом послужили фундаментом для самостоятельного раздела математики — K-теории.
Выделяются три основных последовательно развившихся направления теории Морса: классическая теория критических точек на гладком многообразии, теория Морса для геодезических на римановом многообразии, явившаяся применением построений классической теории, и теория Морса на банаховых многообразиях, естественно продолжающая теорию геодезических и являющаяся непосредственным обобщением классической теории.

## Теория критических точек на гладком многообразии
Ключевой результат теории критических точек на гладком многообразии — лемма Морса, описывающая поведение вещественной функции на многообразии {\displaystyle f:M\to \mathbb {R} } в невырожденной критической точке {\displaystyle b\in M}: согласно лемме, существует карта {\displaystyle (x_{1},x_{2},\dots ,x_{n})} для окрестности {\displaystyle U\ni b}, такая что {\displaystyle x_{i}(b)=0} для всех {\displaystyle i} и на всей {\displaystyle U} имеет место:
{\displaystyle f(x)=f(b)-x_{1}^{2}-\cdots -x_{\alpha }^{2}+x_{\alpha +1}^{2}+\cdots +x_{n}^{2}}.
(Здесь {\displaystyle \alpha } — индекс {\displaystyle f} в точке {\displaystyle b}.) Обобщение леммы на гильбертовы пространства — лемма Морса — Пале.
Другой важный результат связан с применением перестройки Морса: если множество {\displaystyle f^{-1}([a,b])} компактно, не пересекается с краем многообразия {\displaystyle M} и содержит ровно одну критическую точку, имеющую индекс Морса {\displaystyle k}, то {\displaystyle f^{-1}(b)} диффеоморфно многообразию, полученному из {\displaystyle f^{-1}(a)} приклеиванием ручки индекса {\displaystyle k}.
Каждой функции Морса {\displaystyle f} на гладком многообразии {\displaystyle M} без края (такой, что все множества {\displaystyle f^{-1}(a)} компактны) отвечает гомотопически эквивалентный многообразию {\displaystyle M} CW-комплекс, клетки которого находятся во взаимно-однозначном соответствии с критическими точками функции {\displaystyle f}, причём размерность клетки равна индексу Морса соответствующей критической точки. Важные следствия этого результата — неравенства Морса. Также данный результат предоставляет мощный инструмент для изучения топологии многообразий, причём важны не только индексы, но и количество критических точек. Например, если на замкнутом многообразии задана функция Морса {\displaystyle f:M\to R}, имеющая в точности {\displaystyle m} критических точек (индексы которых неизвестны), то:
- случай {\displaystyle m=1} невозможен согласно неравенствам Морса;
- в случае {\displaystyle m=2}: теорема Риба о сфере утверждает, что {\displaystyle M} гомеоморфно (но, вообще говоря, не диффеоморфно) сфере {\displaystyle S^{n}};
- случай {\displaystyle m=3} возможен только в некоторых малых размерностях, при этом {\displaystyle M} гомеоморфно многообразию Илса — Кёйпера.

## Вариации и обобщения
- Теория Морса — Ботта — вариант теории Морса с неизолированными критическими точками. Эта теория находит применение при изучении многообразий с симметриями.